# Fremont (film)
Fremont är en amerikansk dramafilm från 2023. Filmen är regisserad av Babak Jalali som även skrivit manus tillsammans med Carolina Cavalli.
Filmen premiärvisades på Sundance Film Festival i januari 2023 och hade biopremiär i Sverige den 7 juni 2024.

## Handling
Filmen kretsar kring Donya som är en före detta översättare åt USA:s armé i Afghanistan. Nu lever hon i Fremont, Kalifornien och arbetar på en fabrik som gör kinesiska lyckokakor. Hon bestämmer sig för att skicka ut ett kärlekssökande meddelande i en av lyckokakorna.

## Rollista (i urval)
- Anaita Wali Zada – Donya
- Gregg Turkington – Dr. Anthony
- Jeremy Allen White – Daniel
- Hilda Schmelling – Joanna
- Avis See-tho – Fan